# Quantos Possunt ad Satanitatem Trahunt
Quantos Possunt ad Satanitatem Trahunt este cel de-al optulea album de studio al formației Gorgoroth. Este primul album de studio cu Tomas Asklund și Bøddel.
Titlul provine din cartea Gesta Hammaburgensis Ecclesiae Pontificum scrisă de Adam din Bremen în secolul al XI-lea. În această carte apare aforismul Quantos Possunt ad Christianitatem Trahunt (Atrag cât de mulți pot spre creștinism); prin înlocuirea lui Christianitatem cu Satanitatem această sintagmă se transformă în Atrag cât de mulți pot spre satanism.
Revista Terrorizer a clasat Quantos Possunt ad Satanitatem Trahunt pe locul 39 în clasamentul "Cele mai bune 40 de albume ale anului 2009".

## Lista pieselor
1. "Aneuthanasia" - 02:19
2. "Prayer" - 03:33
3. "Rebirth" - 06:34
4. "Building A Man" - 03:23
5. "New Breed" - 05:29
6. "Cleansing Fire" - 03:13
7. "Human Sacrifice" - 03:46
8. "Satan-Prometheus" - 05:37
9. "Introibo ad Alatare Satanas" - 00:53

## Personal
- Infernus - chitară
- Pest - vocal
- Tomas Asklund - baterie
- Bøddel - chitară bas